# 奥戸新橋
奥戸新橋（おくどしんばし）は、新中川に架かる橋のひとつで、東岸の東京都葛飾区奥戸九丁目と西岸の奥戸六丁目を結び、東京都道60号市川四ツ木線（奥戸街道）を通す。

## 歴史
1961年（昭和36年）新中川掘削工事に伴い架橋された。

## 諸元
- 形式 – 5径間単純活荷重合成プレートガーダー桁橋
- 橋長 – 144.6 m[1]
- 幅員 – 14.0 m
- 管理 – 東京都

## バス路線
奥戸新橋は路線バスが通っている。
- 京成タウンバス：新小52系統 四ツ木線

## 周辺
- 宝蔵院
- 環七通り
- JR新金線
- 葛飾区立奥戸中学校

## 隣の橋
- 新中川

（上流） - 三和橋 - 八剣橋 - 奥戸新橋 - 中川放水路橋梁（新金貨物線） - 上一色橋 - （下流）